# Золотая рыбка (телеспектакль)
«Золотая рыбка» — советский двухсерийный телеспектакль режиссёра Марка Розовского по рассказам и миниатюрам Михаила Зощенко, Ильи Ильфа, Михаила Жванецкого, Виктора Славкина, Григория Горина и Натальи Ильиной.

## Сюжет
Администраторы гостиницы «Золотая рыбка» выполняют ряд пожеланий своих постояльцев: литературные номера перемежаются с музыкальными.

## В ролях
- Ирина Понаровская — администратор гостиницы
- Михаил Боярский — администратор гостиницы
- Анатолий Колмыков — работник гостиницы
- Александр Калягин — рассказчик истории о поселении в гостиницу
- Владимир Ляховицкий — Кольцов, приятель директора гостиницы
- Роман Карцев — артист Карцев (камео)
- Виктор Ильченко — директор гостиницы
- Александр Филиппенко — рассказчик истории о собрании с кинопоказом / рассказчик произведения Н. В. Гоголя «Мёртвые души»
- Армен Джигарханян — исполнитель песни «Гадалка»
- Олег Табаков — мистер Долл
- Любовь Полищук — Салли Вуд, телохранитель
- Александр Белявский — ведущий «Кабачка „13 стульев“»

В эпизодах — артисты Московских театров и эстрады, а также участники Народного театра-студии «У Никитских ворот». В фильме использованы отрывки из новеллы «Что наша жизнь?! Или что наша жизнь?!» киноальманаха «Ау-у!».

## Съёмочная группа
- Сценарий и постановка Марка Розовского
- Операторы-постановщики: Борис Лазарев, Владимир Наумов
- Художник-постановщик — Игорь Макаров
- Композитор — Теодор Ефимов
- Балетмейстер — Салмоорбек Станов

## Песни, прозвучавшие в телеспектакле
Песни на стихи: Юрия Ряшенцева, Виктора Забелышенского, Марка Розовского, Симона Осиашвили
- «Гостиница „Золотая рыбка“» (музыка Т. Ефимова, слова Ю. Ряшенцева) — исполняют Михаил Боярский и Ирина Понаровская.
- «Чудаки» (музыка Теодора Ефимова, слова Юрия Ряшенцева) — исполняют М. Боярский и И. Понаровская.
- Музыкальное попурри на темы «Записной книжки» Ильфа — исполняет хор участников.
- «Песенка Золотой рыбки» (музыка Т. Ефимова, слова Ю. Ряшенцева) — исполняет И. Понаровская.
- «Гадалка» (Музыка Т. Ефимова, слова Симона Осиашвили) — исполняет Армен Джигарханян.
- «Песенка о Петрушке» (музыка Т. Ефимова, слова М. Розовского) — исполняет М. Боярский.
- «Песенка о Пульчинелле» (музыка Т. Ефимова, слова М. Розовского) — исполняет М. Боярский.
- «Песенка о Пьеро» (музыка Теодора Ефимова, слова М. Розовского) — исполняет М. Боярский
- «Секрет Полишинеля» (музыка Т. Ефимова, слова М. Розовского) — исполняет М. Боярский.
- «Песенка о Чарли» (музыка Т. Ефимова, слова М. Розовского) — исполняет М. Боярский.
- «Песенка Скомороха» (музыка Т. Ефимова, слова М. Розовского) — исполняет М. Боярский
- «Песня о шутах» (музыка Т. Ефимова, слова М. Розовского и Виктора Забелышенского) — исполняют Михаил Боярский и Ирина Понаровская)[1]

## Отзывы
31 августа первая программа ЦТ пригласила нас на музыкальный спектакль «Золотая рыбка» (автор и режиссер Марк Розовский). На премьеру памятного «Кабачка» — телевизионного театра миниатюр. И вот он, час потехи (даже целый час и пять минут — таков эфирный отрезок «Золотой рыбки») Вот уже маг заливает воду в телевизор-аквариум, и виновница торжества поблёскивает в его недрах золотистой чешуей. Справа — привычная по «Кабачку» стойка. Фойе гостиницы «Золотая рыбка» — место действия. Охотно принимаем правила игры: здесь «каждый номер — номер артиста». Одно за другим начисляем в актив передачи очки. Ведущие Ирина Понаровская и Михаил Боярский — артисты с богатыми возможностями. Действительно, они программу не только непринужденно ведут, но и выступают со своими номерами — и дуэтом, и соло. Вот парад-алле: перед камерами, получая от портье ключи, проходят участники программы — А. Джигарханян, А. Калягин, О. Табаков. Муза телетеатра не падчерица, и отрадно, что её не чураются большие актеры. И вообще здорово, что программа, а не сборник концертных номеров. Это богаче, в этом цельный замысел, единство.

  Всё вроде так, но только что-то не так — фраза из детской книжки вспоминается к середине программы. Не смешно. Кощунственно звучит: артисты читают Зощенко, Жванецкого, а не смешно. Это трудно объяснить: почему смешно или не смешно, скучно или не скучно. Но вот не смешно, но вот скучно! Например, равнодушно наблюдаешь, как нечуткий директор гостиницы не только не селит известного артиста (Роман Карцев играет себя самого) в номер с удобствами, но даже выселяет из прежнего — без удобств. Он, мол, этого артиста и не любит, и не знает. Делу помогает чуткая дежурная, которая и знает, и любит. Ничего больше в юмореске Михаила Жванецкого «Вселение» не происходит.

  Однако самое главное вот в чём: новая передача, но мало чего в ней, честно говоря, нового. Наоборот, то тут, то там — воспоминания о старых программах. Нет, не стойка в фойе имеется в виду. А, прежде всего, сквозной тематический стержень, призванный цементировать единство сюжетов и до боли знакомый по «Утренней почте». «Каждый номер — и номер артиста». Каждый номер — он ещё и про номер. Одного персонажа в номер вселяли за взятку, другого чуть не выселил строгий директор, третий вызывает в номер телохранителя — докучливые вариации. Поневоле подумаешь: мировая литература сюжетами на эту тему не слишком богата — на сколько выпусков их хватит? Или в следующей передаче в гостинице затеют ремонт с реконструкцией и разговор будет вертеться вокруг строительных профессий? Создатели «Золотой рыбки» пошли, что называется, от достигнутого. Да, нам очень нужна передача для субботнего вечера. И свято место «Кабачка „13 стульев“» всё ещё пусто. Надо искать, надо пробовать. Но не в «обжитой» телевидением зоне передач типа «реприза — песня — реприза — песня». Надо исходить из новых условий, новых возможностей и нового зрителя. Такой поиск, наверное, не уложится в прокрустово ложе уже найденного ранее.

  Но именно такого поиска ждёт телезритель. Поиска и находок. В общем, чтоб ловилась рыбка – большая и маленькая.